# Souday
Souday település Franciaországban, Loir-et-Cher megyében. Lakosainak száma 493 fő (2018. január 1.). Souday Valennes, Melleray, Vibraye, Baillou, Choue, Saint-Agil, Oigny és Le Plessis-Dorin községekkel határos.

## Népesség
A település népessége az elmúlt években az alábbi módon változott:
| Lakosok száma | 528  | 510  | 1073 | 503  | 493  |
|               | 2013 | 2015 | 2016 | 2017 | 2018 |